# Adnan Tanrıverdi

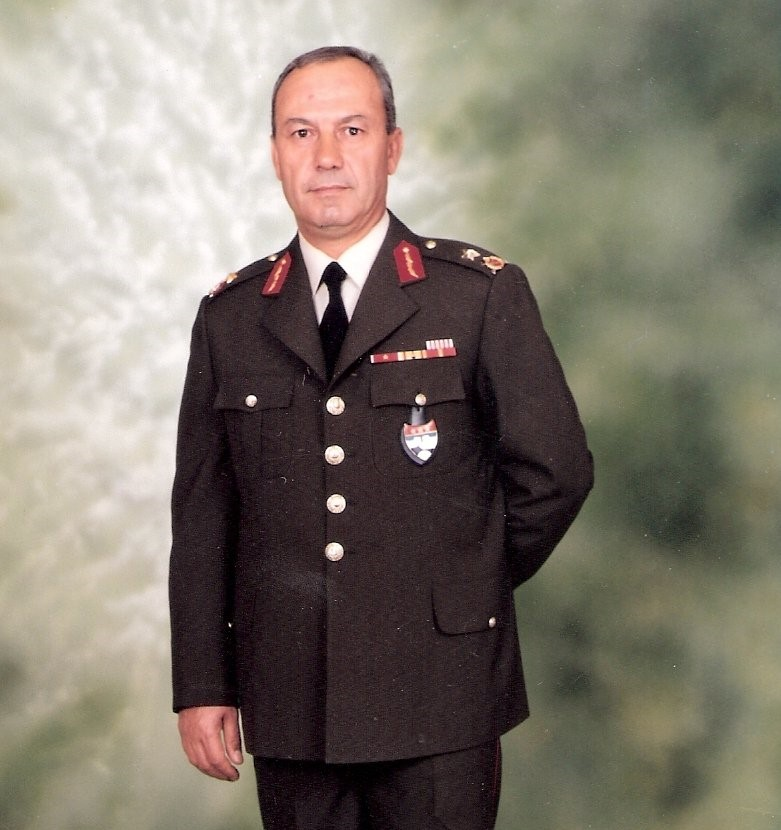
Adnan Tanrıverdi, 2021

Adnan Tanrıverdi (* 8. November 1944 in Akşehir; † 4. August 2024 in Istanbul) war ein türkischer Brigadegeneral, Unternehmer und Berater von Ministerpräsident Erdoğan.

## Werdegang
1963 und 1964 studierte Tanrıverdi Zoologie an der Universität Istanbul, wechselte 1964 an die Heeresakademie, schloss 1966 die Militärakademie als Artillerieoffizier ab und diente von 1966 an in den türkischen Streitkräften. 1980 wurde er Generalstabsoffizier. Tanrıverdi diente u. a. in der Abteilung für besondere Kriegsführung und in der Abteilung für Zivilverteidigung der Republik Nordzypern. 1992 wurde er zum Brigadegeneral ernannt. Tanrıverdi war Kommandeur der 2. Panzerbrigade in Istanbul und leitete die Gesundheitsabteilung des Heeres. 1996 wurde er in den Ruhestand versetzt. Als Begründung gibt es verschiedene Darstellungen von „fehlenden Planstellen“ bis hin zu „Durchführung reaktionärer Aktivitäten innerhalb der Streitkräfte“.
Tanrıverdi arbeitete nach der Pensionierung für den lokalen Radiosender Üsküdar FM Radyosu und für einen Moscheebauverein. Von 2004 bis 2009 war er Vorsitzender eines Vereins entlassener Armeeoffiziere namens ASDER („Adaleti Savunanlar Derneği“, zu Deutsch „Verein derjenigen, die die Gerechtigkeit verteidigen“), dessen Ehrenvorsitzender er heute ist. Er ist zudem Vorsitzender der Aufsichtsräte und Gründer von Sadat und ASSAM („Adalet Savunanlar Stratejik Araştırmalar Merkezi“, zu Deutsch „Zentrum der Verteidiger der Gerechtigkeit für strategische Forschung“). ASDER wird dafür kritisiert, mit Hilfe von ASSAM Einfluss auf die Umstrukturierung der türkischen Streitkräfte nach dem Putschversuch 2016 genommen zu haben. Im Zuge des Putschversuches wurde Adnan Tanrıverdi in den Beraterstab von Präsident Erdoğan berufen.

## Sadat
Am 28. Februar 2012 gründete Tanrıverdi das private Militärunternehmen SADAT International Defense Consulting Construction Industry and Trade.

## Öffentliche Wahrnehmung
Der ehemalige Chef der militärischen Nachrichtenabteilung, Generalleutnant  İsmail Hakkı Pekin, erklärte, dass Tanrıverdi die Religion missbraucht habe und ein Feind Atatürks sei. Dies habe auch zu seiner Versetzung in den Ruhestand geführt.
Tanrıverdi sorgte auf dem dritten ASSAM Kongress 2019 für Aufsehen, als er sagte, dass SADAT sich auf das Erscheinen des Mehdi vorbereite. Nach diesem Vorfall trat Tanrıverdi als Berater des Präsidenten angeblich aus Altersgründen zurück.
Tanrıverdi bezeichnete daraufhin Pressereaktionen auf seine Aussagen als Schmierkampagne und Fehlinterpretationen.